# Campylotropis rockii
Campylotropis rockii är en ärtväxtart som beskrevs av Anton Karl Schindler. Campylotropis rockii ingår i släktet Campylotropis och familjen ärtväxter. Inga underarter finns listade i Catalogue of Life.